# Tjæreborg Rejser
Tjæreborg Rejser var en dansk researrangör, som grundades av prästen Eilif Krogager 1950. Bolagets verksamhet överfördes under 2009 till Spies och Tjæreborg Rejser lades ned. Namnet Tjæreborg lever dock kvar i Finland, där de är en motsvarighet till svenska Ving.

## Historia
Efter andra världskriget det fanns ett stort behov av att komma ut, speciellt söderut, ända ner till Spanien. På första bussresan 1950 var prästen Eilif Krogager tillsammans med försteläraren Svend Aage Mathiesen. De första turerna gav förlust och Mathiesen drog sig senare ur och ersattes av försteläraren Peter Ingwersen och det var början på Tjæreborg Rejser. De första bussresorna 1950 gick till Oberammergaus passionsspel och Spanien under namnet Alm. dansk Turisttjeneste. År 1951 startades Nordisk Bustrafik som senare blev Tjæreborg Rejser. 1959 ägde företaget 80 bussar och var därmed störst i Skandinavien.
Resorna gick de första åren med buss men 1962 grundades Sterling Airways och resor flyttades från buss till flyg. Två stycken DC6-B-propellerplan köps in och Sterling Airways och Tjæreborg sätter för första gången kurs mot Palma på Mallorca. 1965 fick Sterling Airways sitt första jetflygplan, en Super Caravelle. 1966 börjar Tjæreborg som det första charterbolaget att flyga från Billund med Sterling Airways. 1967 gick företaget in i dataåldern med de största och mest avancerade anläggningarna i Danmark. 1968 byggde Tjæreborg ett eget hotell vid Costa del Sol och gav det namnet Stella Polaris. 1970 flög passagerare nummer en miljon med Sterling Airways. Två år senare i mars 1972 havererade ett Sterling Airways-flyg med Tjæreborggäster i närheten av Dubai och samtliga 112 passagerare (däribland 20 svenskar) och besättningsmän dödades.
År 1975 firade företaget 25-årsjubileum med 2500 anställda och en omsättning på 1,5 miljarder danska kronor. År 1978 transporterade åtta Boeing 747-flygplan charterpassagerare från hela norden till Florida. År 1986 gick Tjæreborg in i en ny era av billiga lågprisresor till New York. Den 3 januari 1989 sålde Eilif Krogager sitt livsverk till Janni Spies. I december/januari 1994 sammanslogs Tjæreborg och Spies försäljningskontor. Den 15 februari 1996 såldes koncernen till engelska SLG/Airtours. Den 1 oktober 1996 etablerades åter ett självständigt Tjæreborg med huvudkontor i Tjæreborg. År 2007 lades huvudkontoret i Tjæreborg ned och flyttades till Esbjerg. Året efter såldes huvudkontoret på Kærvej 8 i Tjæreborg. Samma år den 9 maj bytte det gemensamma flygbolaget namn till Thomas Cook Airlines Scandinavia. 2009 flyttades Tjæreborg Rejser/MyTravel in på Randersvej 30 i Esbjerg. I maj det året upphörde Tjæreborg Rejser. Tjæreborg Rejser och Spies Rejser slogs samman samma år under namnet Spies som ingår i Thomas Cook Northern Europe.